# Friedrich Graf (Politiker, 1806)
Friedrich Carl Friedrich Ludwig Graf (* 24. August 1806 in Nieder-Waroldern; † 4. März 1874 ebenda) war ein deutscher Gutsbesitzer und Politiker.

## Leben
Graf war der Sohn des Landstandes Johann Henrich Graf und dessen Ehefrau Marie Wilhelmine geborene Esau (* 5. Oktober 1783 in Mengeringhausen; † 24. März 1831 ebenda), Tochter des Goldschmieds, Bürgermeisters und Abgeordneten Christian Philipp Esau. Heinrich Elias Christian Carl Graf war ein Bruder. Er war evangelisch und heiratete am 29. April 1837 in Nieder-Waroldern Caroline Müller (* 22. März 1818 in Niederurff; † 17. September 1892 in Mengeringhausen), die Tochter des von Urffschen Conductors Johann Conrad Müller und der Sophia Gramschütz.
Graf lebte als Ökonom in Nieder-Waroldern. 1840 erwarb er das Burggut zu Freienhagen von Friedrich von Leliwa (jun.). Im Rahmen der Märzrevolution wurde er 1848 von Freienhagener Einwohnern bedroht und durch ein Militär-Detachement geschützt. Vom 3. April bis zum 14. Juni 1848 war er für die Ritterschaft und das Burggut Freienhagen Mitglied des Landstandes des Fürstentums Waldeck.